# Registro (fonologia)
In fonologia, un registro (o registro di altezza) è una caratteristica prosodica delle sillabe in certe lingue nelle quali il tono, la fonazione delle vocali e la glottalizzazione (cioè  l'aggiunta dell'occlusiva glottidale sorda dopo la vocale) dipendono le une dalle altre.
Lo si ritrova nel birmano, nel vietnamita, nella lingua wu e nello zulu.

## Birmano
Nel birmano, le differenze di tono sono correlate alla fonazione della vocale e pertanto non sono indipendenti. Ci sono tre registri in birmano, i quali sono stati tradizionalmente considerati tre dei quattro "toni" (il quarto non è altro che una sillaba chiusa chiamata "tono di entrata" nelle traduzioni di fonetica cinese). Jones (1986) considera le differenze come "il risultato della sovrapposizione di registri di altezza e registri di voce. Ovviamente, il birmano non è una lingua tonale, o perlomeno non nello stesso senso delle altre lingue, e pertanto richiede un differente concetto, cioè quello di "registro di altezza".
| Registro    | Fonazione                             | Durata | Altezza                                    | Esempio       | Significato |
| ----------- | ------------------------------------- | ------ | ------------------------------------------ | ------------- | ----------- |
| Basso       | Voce modale                           | lunga  | bassa                                      | [làː]         | venire      |
| Alto        | Voce ansimante                        | lunga  | alta; discendente quando finale di sillaba | [lá̤ː] ~ [lâ̤ː] | mulo        |
| Stridulo    | Voce stridula                         | media  | alta                                       | [lá̰ˀ]         | luna        |
| Controllato | Finale con occlusiva glottidale sorda | breve  | alta                                       | [lăʔ]         | fresco      |

## Vietnamita
Similmente, molti "toni" vietnamiti sono distinti da caratteristiche diverse dall'altezza. Per esempio, nel vietnamita settentrionale, una sillaba ngã si differenzia dalla sillaba sắc principalmente per la presenza di glottalizzazione nella vocale. Le sillabe nặng e huyền si differenziano principalmente per via della voce stridula breve, al contrario della vocale lunga con voce ansimante.

## Khmer
La khmer è talvolta considerata una lingua a registro. È stata chiamata anche una "lingua a registro ristrutturata" dal momento che sia l'altezza che la fonazione possono essere considerate allofoniche. Se ignorate, le distinzioni fonemiche che portano con sé rimangono differenze nei dittonghi e nella lunghezza delle vocali.

## Lituano
Un esempio di lingua non asiatica con distinzioni di registro è il lituano, o perlomeno i suoi dialetti centrali. Le vocali lunghe nelle sillabe accentate si dice spesso che assumano uno di tre accenti di registro che sono chiamati "ascendente", "discendente" e "interrotto". In ogni caso, il "tono interrotto" si differenzia non per l'altezza ma per la glottalizzazione (cioè  l'aggiunta dell'occlusiva glottidale sorda dopo la vocale), ed è simile al registro ngã del vietnamita settentrionale.